# Frumentia Maier
Maria Frumentia Maier OSF (* 21. März 1940 in Laufenburg) ist eine deutsche katholische Ordensschwester, Sozialpädagogin und Psychologin.

## Werdegang
Margareta Maier kam als eines von fünf Kindern einer katholischen Familie zur Welt. Im Alter von 21 Jahren trat sie dem Orden der Gengenbacher Franziskanerinnen bei und nahm den Ordensnamen Frumentia an. Sie studierte zunächst Sozialpädagogik mit Diplomabschluss, dann Psychologie (ebenfalls mit Diplomabschluss) und legte 1980 an der Philosophischen Fakultät der Universität Freiburg ihre Promotionsschrift über Entwicklungslogik und Reziprozität kommunikativer Ethik vor. 
Sie war 22 Jahre als Ausbilderin für Erzieherinnen und Heilpädagoginnen tätig. Danach leitete sie fünf Jahre als Frauenreferentin in der Ortenau die Frauenbildung und Frauenseelsorge. 1991 gründete sie in Offenburg die Mutter-Kind-Einrichtung „Haus des Lebens“, die sie seither leitet.

## Ehrungen
- 2004: Verdienstmedaille des Landes Baden-Württemberg
- 2010: Verdienstkreuz am Bande der Bundesrepublik Deutschland

## Schriften
- Entwicklungslogik und Reziprozität kommunikativer Ethik. Eine inhaltsanalytische Untersuchung zum Einfluß kritischer Theorie (Habermas) auf die Gestaltung von Curricula im Elementarbereich, unter besonderer Berücksichtigung des Begründungszusammenhangs Piaget, Habermas. Haag und Herchen, Frankfurt 1980. ISBN 978-3-88129-323-5
- Auffälliges Verhalten von Kindern. Herder, Freiburg 2007. ISBN 978-3-451-00108-6